# Anders Öhrn
Anders Öhrn, född 5 maj 1947 i Norrsunda i Stockholm, är en svensk skådespelare och regissör. 
Han var aktiv hos Teater 9, Stockholm 1973-1986, teaterchef vid Dalateatern, Falun 1986-1990, teaterchef vid Mittlänsteatern/Teater Västernorrland, Härnösand/Sundsvall 1990-1994, utredare vid Statens Kulturråd 1995, producent vid Norrdans 1996-2001 samt styrelseordförande i KFUK-KFUM basketklubb/Sundsvall Dragons. 
I sin ungdom var han verksam som lovande idrottsman i Turebergs If och Linnea, IF. Bland annat erövrade han ett distriktsmästerskap i Stockholm i 110 meter häck, och en bronsmedalj i Svenska Mästerskapen, i längdhopp på  7,32, samt deltog han i junior-, A- och B-landskamper.

## Filmografi
- 1978 – Frihetens murar